# Apothema
Das Apothema (altgriechisch ἀπόθεμα ‚Ablage‘) einer Kreissehne ist ihr Abstand vom Mittelpunkt des Kreises, also die Länge des Lotes vom Mittelpunkt auf die Sehne.
Das Apothema eines regelmäßigen Vielecks ist das Apothema seiner Kanten (als Sehnen im Umkreis) und gleichzeitig sein Inkreisradius.

## Berechnung

Apothema der Sehne '̅'̅A̅B̅'̅'̅ (mit Mittelpunkt L) eines Kreises (um M) ist die Länge a = '̅'̅M̅L̅'̅'̅.

Ist {\displaystyle r} der Kreisradius und {\displaystyle l} die Länge der Kreissehne, dann gilt nach dem Satz des Pythagoras für das Apothemas {\displaystyle a}
{\displaystyle r^{2}=a^{2}+{\frac {l^{2}}{4}}}
und damit
{\displaystyle a={\sqrt {r^{2}-{\tfrac {l^{2}}{4}}}}}.
Das Apothema eines regelmäßigen n-Ecks der Kantenlänge {\displaystyle l} ist
{\displaystyle a={\frac {l}{2\,\tan {\frac {180^{\circ }}{n}}}}}.
Damit kann sein Flächeninhalt zu {\displaystyle A={\tfrac {1}{2}}\cdot n\cdot l\cdot a} ermittelt werden. Für verschiedene {\displaystyle n} ergeben sich die folgenden Werte:
| regelmäßiges Vieleck                 | Seitenlänge                                                       | Apothema                                                                      | Fläche                                                                            |
| ------------------------------------ | ----------------------------------------------------------------- | ----------------------------------------------------------------------------- | --------------------------------------------------------------------------------- |
| Dreieck                              | {\displaystyle l=r\cdot {\sqrt {3}}}                              | {\displaystyle a=r\cdot {\tfrac {1}{2}}}                                      | {\displaystyle A=r^{2}\cdot {\tfrac {3{\sqrt {3}}}{4}}}                           |
| Viereck                              | {\displaystyle l=r\cdot {\sqrt {2}}}                              | {\displaystyle a=r\cdot {\tfrac {1}{2}}{\sqrt {2}}}                           | {\displaystyle A=r^{2}\cdot 2}                                                    |
| Fünfeck                              | {\displaystyle l=r\cdot {\sqrt {{\tfrac {1}{2}}(5-{\sqrt {5}})}}} | {\displaystyle a=r\cdot {\tfrac {1}{4}}(1+{\sqrt {5}})}                       | {\displaystyle A=r^{2}\cdot {\tfrac {5}{8}}{\sqrt {(10+2{\sqrt {5}})}}}           |
| Sechseck                             | {\displaystyle l=r\,}                                             | {\displaystyle a=r\cdot {\tfrac {1}{2}}{\sqrt {3}}}                           | {\displaystyle A=r^{2}\cdot {\tfrac {3}{2}}{\sqrt {3}}}                           |
| Achteck                              | {\displaystyle l=r\cdot {\sqrt {2-{\sqrt {2}}}}}                  | {\displaystyle a=r\cdot {\sqrt {{\tfrac {1}{2}}+{\tfrac {1}{4}}{\sqrt {2}}}}} | {\displaystyle A=r^{2}\cdot 2{\sqrt {2}}}                                         |
| {\displaystyle n}-Eck                | {\displaystyle l=r\cdot 2\cdot \sin {\tfrac {180^{\circ }}{n}}}   | {\displaystyle a=r\cdot \cos {\tfrac {180^{\circ }}{n}}}                      | {\displaystyle A=r^{2}\cdot {\tfrac {n}{2}}\cdot \sin {\tfrac {360^{\circ }}{n}}} |
| {\displaystyle n\to \infty } (Kreis) | {\displaystyle l\to 0}                                            | {\displaystyle a\to r}                                                        | {\displaystyle A\to r^{2}\cdot \pi }                                              |